# راد استیوارت
رادریک دیوید «راد» استیوارت (به انگلیسی: Roderick David "Rod" Stewart) (زادهٔ ۱۰ ژانویه ۱۹۴۵) خواننده و ترانه‌سرای راک اسکاتلندی-انگلیسی است که در لندن متولد و بزرگ شده‌است. وی یکی از پرفروش‌ترین هنرمندان موسیقی تاریخ است. از کارهای او تاکنون بیش از ۱۰۰ میلیون نسخه در دنیا فروش رفته است.

## زندگی هنری
با صدایی خشک اما در عین حال زیبا و ممتاز راد استیوارت در اواخر دهه ۶۰ و اوایل دهه ۷۰ با گروه The Jeff Beck و سپس The Faces پا به عرصهٔ موسیقی نهاد؛ و در سال ۱۹۶۹ با انتشار اولین آلبوم خود به نام خودش به عنوان خواننده‌ای مجزا شروع به کار کرد.
با ۵ دهه فعالیت در کار موسیقی استیوارت تا کنون چندین تک ترانه موفق به خصوص در بریتانیا منتشر کرده. او تا کنون نزدیک به ۲۵۰ میلیون البوم و تک ترانه در سطح جهان فروخته و نام خود را در جدول پرفروش‌ترین خواننده‌ها به ثبت رسانیده‌است.
پرفروش‌ترین و شناخته شده‌ترین تک ترانه او با عنوان «فکر می‌کنی من سکسی هستم؟» (به انگلیسی: Da Ya Think I'm Sexy) در سال ۱۹۷۸ که قدری غیر عادی بود و باعث از دست رفتن اعتبار او نزد برخی هواداران قدیمی شد. این ترانه در سال ۲۰۰۶ توسط پاریس هیلتون بازخوانی شد.
او در سال ۱۹۷۵ از انگلیس به ایالات متحده مهاجرت کرد و اولین آلبوم خود در آنجا را با عنوان Atlantic Crossing منتشر کرد که با موفقیت همراه بود.
تاکنون آلبوم‌های او ۵ بار در آمریکا و ۷ بار در بریتانیا در جداول فروش اول بوده‌اند. از سال ۲۰۰۲ با انتشار سری چهارگانه Great American Songbook که باز خوانی ترانه‌های قدیمی و دهه ۳۰ و ۴۰ آمریکا بود بار دیگر نام خود را به عنوان خواننده‌ای تراز اول مطرح کرد. این سری با استقبال بی نظیری در آمریکا روبرو شد؛ که مقدمه‌ای برای دریافت ستاره‌ای در هالیوود در سال ۲۰۰۵ گردید.
او در همان سال جایزه مطرح Grammy Award for Best Traditional Pop Vocal Album که برای بهترین آلبوم سنتی بود را برای آلبوم سوم سری Great American Songbook با نام Stardust ... The Great American Songbook Volume III دریافت کرد.
از شناخته شده‌ترین ترانه‌های او می‌توان از Maggie May , Baby Jane , Sailing , Young Turks , Reason To Believe و All for Love که با استینگ و برایان آدامز اجرا کرده نام برد.

## زندگی شخصی
در مه ۲۰۰۰ سرطان تیروئید در وی تشخیص داده شد و به این خاطر در همان ماه عمل جراحی انجام داد. پیشتر گفته شده بود که وی غده‌ای خوش‌خیم در پرده‌های صوتی دارد که تهدیدی نه تنها برای سلامتی بلکه برای صدای وی نیز محسوب می‌شد.
راد استیوارت تا کنون سه بار ازدواج کرده و دارای هفت فرزند از ارتباط با پنج زن مختلف است.